# Nombre polytopique centré
En arithmétique géométrique, un nombre polytopique centré, ou nombre hyperpolyédrique centré, est un nombre figuré comptant des points disposés régulièrement dans un polytope (ou hyperpolyèdre), par couches successives à partir du centre.

## Cas des trois familles de polytopes réguliers en toutes dimensions
Pour un polytope de dimension {\displaystyle k} possédant, pour {\displaystyle 0\leqslant i\leqslant k}, {\displaystyle N_{i}} cellules de dimension {\displaystyle i} qui sont toutes des polytopes équivalents ( {\displaystyle N_{0}=S,N_{1}=A} ), le nombre de points ajoutés à l'étape {\displaystyle n} est
où {\displaystyle P_{n,i}^{*}} est le nombre polytopique d'ordre {\displaystyle n} associé aux cellules de dimension {\displaystyle i}, auquel on retranche le nombre de points situés sur leur frontière.

### Nombres simpliciaux centrés ou hypertétraédriques centrés
Ce sont des nombres figurés comptant des points répartis dans un simplexe, polytope généralisant le triangle et le tétraèdre. Le {\displaystyle n}-ième nombre {\displaystyle k}-simplicial centré ou hypertétraédrique centré de dimension {\displaystyle k}  est le nombre de points dans un {\displaystyle k}-simplexe dont les arêtes comportent {\displaystyle n} points.
On l'obtient par la formule : {\displaystyle SC_{k}(n)=\sum _{i=0}^{k}S_{k}(n-i)} où {\displaystyle S_{k}(n)={\binom {n+k-1}{k}}} est le nombre simplicial non centré de dimension {\displaystyle k}.
Avec la formule de la crosse de hockey, ceci se simplifie en {\displaystyle SC_{k}(n)={\binom {n+k}{k+1}}-{\binom {n-1}{k+1}}}.
Par exemple, pour les dimensions de 1 à 6, ce sont :
- {\displaystyle SC_{1}(n)=2n-1} (nombres linéaires centrés)
- {\displaystyle SC_{2}(n)={\binom {n+2}{3}}-{\binom {n-1}{3}}={\frac {1}{2}}(3n^{2}-3n+2)} , nombres triangulaires centrés, suite A005448 de l'OEIS
- {\displaystyle SC_{3}(n)={\binom {n+3}{4}}-{\binom {n-1}{4}}={\frac {1}{3}}(2n-1)(n^{2}-n+3)} , nombres tétraédriques centrés, suite A005894 de l'OEIS
- {\displaystyle SC_{4}(n)={\binom {n+4}{5}}-{\binom {n-1}{5}}={\frac {1}{24}}(5n^{4}-10n^{3}+55n^{2}-50n+24)} , nombres pentatopiques centrés, suite A008498 de l'OEIS
- {\displaystyle SC_{5}(n)={\frac {1}{120}}(2n-1)(3n^{4}-6n^{3}+77n^{2}-74n+120)}, nombres 5-hypertétraédriques centrés, suite A008499 de l'OEIS
- {\displaystyle SC_{6}(n)={\frac {1}{720}}(7n^{6}-21n^{5}+385n^{4}-735n^{3}+2128n^{2}-1764n+720)}, nombres 6-hypertétraédriques centrés, suite A008500 de l'OEIS.

### Nombres hypercubiques centrés
Ce sont des nombres figurés comptant des points répartis dans un hypercube, polytope généralisant le carré et le cube. Le {\displaystyle n}-ième nombre  {\displaystyle k}- hypercubique centré ou hypercubique centré de dimension {\displaystyle k} est le nombre de points dans un hypercube dont les arêtes comportent {\displaystyle n} points. Il est égal à  {\displaystyle CC_{k}(n)=n^{k}+(n-1)^{k}}.
Par exemple, pour les dimensions de 1 à 4, ce sont :
- {\displaystyle CC_{1}(n)=2n-1} (nombres linéaires centrés)
- {\displaystyle CC_{2}(n)=n^{2}+(n-1)^{2}} , nombres carrés centrés, suite A005448 de l'OEIS
- {\displaystyle CC_{3}(n)=n^{3}+(n-1)^{3}=(2n-1)(n^{2}-n+1)} , nombres cubiques centrés, suite A005898 de l'OEIS
- {\displaystyle CC_{4}(n)=n^{4}+(n-1)^{4}} , nombres 4-hypercubiques centrés, suite A008514 de l'OEIS

### Nombres hyperoctaédriques centrés
Ce sont des nombres figurés comptant des points répartis dans un hyperoctaèdre, polytope généralisant le carré et l'octaèdre. Le {\displaystyle n}-ième nombre  {\displaystyle k}- hyperoctaédrique centré ou hyperoctaédrique centré de dimension {\displaystyle k} est le nombre de points dans un hyperoctaèdre dont les arêtes comportent {\displaystyle n} points. Il est égal à {\displaystyle OC_{k}(n)=\sum _{i=0}^{k}2^{i}{\binom {k}{i}}{\binom {n-1}{i}}}, et il n'est autre que le nombre de Delannoy {\displaystyle D(n-1,k)}.

## Cas des cinq polytopes réguliers exotiques

### En dimension quatre
Pour les nombres hyperdodécaédriques centrés ou hécatonicosachoriques centrés, les nombres hypericosaédriques centrés ou hexacosichoriques centrés, et les nombres hypergranatoédriques centrés ou icositétrachoriques centrés :